# Зебров скачащ паяк
Зебровите скачащи паяци (Salticus scenicus) са вид паякообразни от семейство Скачащи паяци (Salticidae).
Таксонът е описан за пръв път от Карл Александър Клерк през 1757 година.